# Gabrio Serbelloni

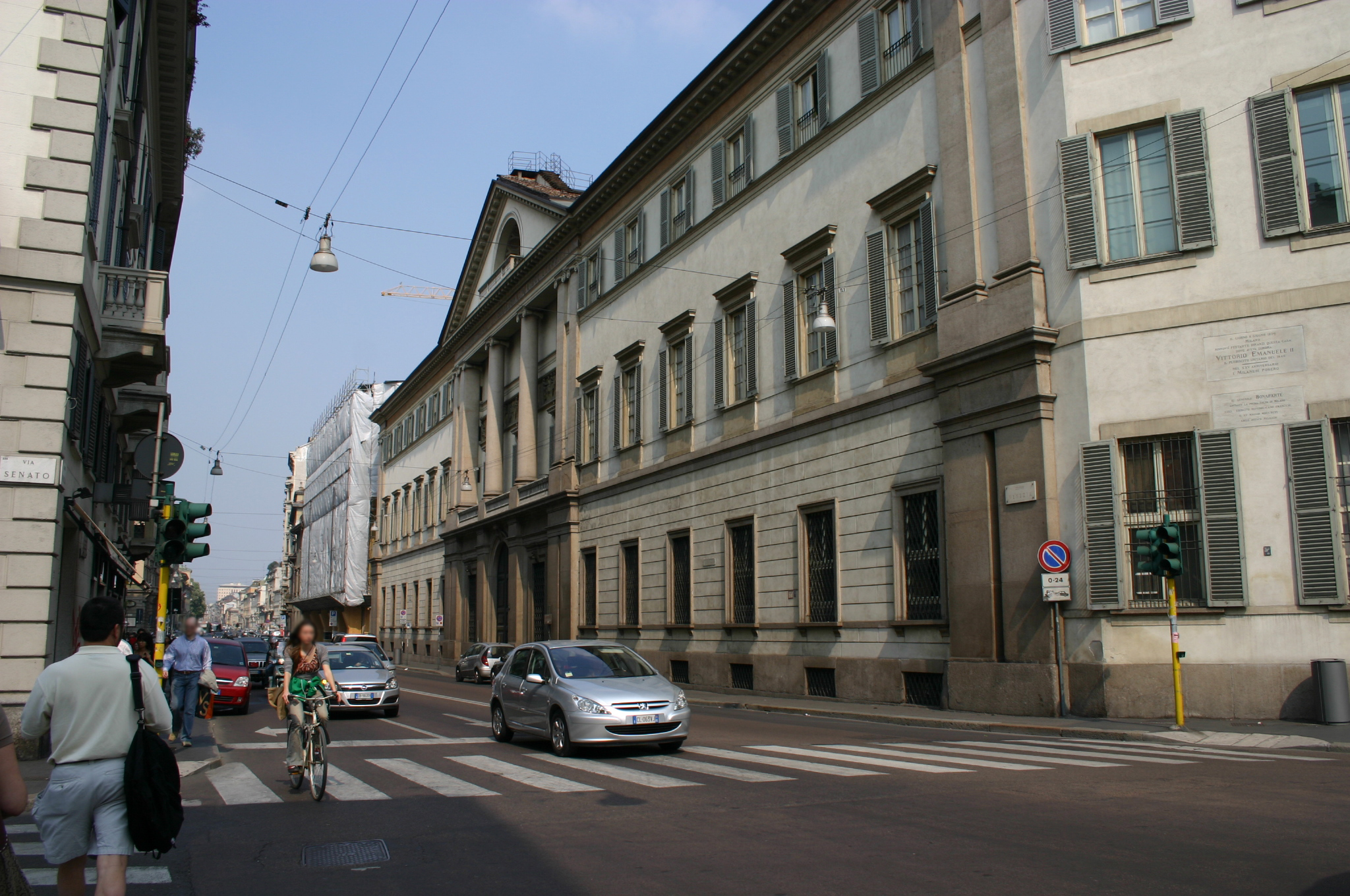
Palazzo Serbelloni a Milano (1793).

Gabriele Serbelloni, meglio conosciuto come Gabrio Serbelloni (anche Gabrio Cerbellon in spagnolo) (Milano, 1508 – Milano, gennaio 1580), è stato un condottiero italiano.

## Biografia

### Infanzia

Stemma della famiglia Serbelloni

Gabrio nacque nel 1508 a Milano, discendente di un'importante famiglia della nobiltà milanese.

### Carriera militare
Come tenente di suo cugino, il condottiero Gian Giacomo Medici (detto Medeghino), nell'autunno del 1531 Gabrio Serbelloni combatté contro le milizie degli Sforza e le forze imperiali di Carlo V, poi diventato suo signore e datore di lavoro; un paio di settimane più tardi, prese parte alla difesa di Lecco insieme a Niccolò Pelliccione. Più tardi ancora seguì il cugino in esilio in Piemonte, al servizio del duca Carlo II di Savoia. Alla fine del 1536, fu imprigionato insieme al Medeghino nel Castello Sforzesco di Milano come sospetto di essere complice il ribelle Ludovico Birago. Dopo di che offrì i suoi servizi al Sacro Romano Impero e combatté in Ungheria. Con 300 fanti al suo comando, nel 1542 Serbelloni si distinse contro i turchi ottomani nella difesa di Esztergom. Quattro anni dopo, si riunì il cugino Gian Giacomo Medici per combattere contro la coalizione protestante in Germania.

### Guerra d'Italia del 1551-1559
Con 300 soldati, nel 1551 fu inviato da Ferrante Gonzaga per difendere Asti contro i francesi; conquistò la città di Saluzzo e fu nominato come suo governatore. Sempre con il suo feroce cugino, comandò l'artiglieria fiorentina nella guerra per Siena nel 1554; l'anno successivo prima prese d'assalto la fortezza di Porto Ercole dopo un fuoco di sbarramento di quattro giorni, poi con 700 lanzichenecchi difese Populonia contro un assalto dei turchi, ricevendo il sostegno della cavalleria fiorentina.

### Guardia papale
Dopo aver prestato servizio come sorvegliante delle fortezze per il duca Cosimo I de' Medici, la carriera di Serbelloni ebbe un impulso quando un altro dei suoi cugini venne eletto Papa Pio IV. Era ora (1559), capitano generale della guardia pontificia, governatore di Borgo e sorvegliante per tutte le fortezze della Sede Apostolica; fu particolarmente attivo nella ricostruzione di Civitavecchia. Dopo la morte del Papa, entrò al servizio di Filippo II di Spagna. Serbelloni entrò nei ranghi dei Cavalieri di Malta e contribuì a spezzare l'assedio turco e organizzare incursioni navali contro i musulmani. Dopo aver ricevuto il titolo di priore di Ungheria, Serbelloni curò la ricostruzione delle fortificazioni maltesi danneggiate o distrutte sotto l'assalto turco e agì come tramite tra Jean de la Valette, Gran Maestro del suo ordine, e il viceré di Sicilia, don Garcia de Toledo.

### Rivolta fiamminga
Alla morte di Pio IV (dicembre 1565) Serbelloni entrò al servizio del re di Spagna Filippo II, trasferendosi nel 1566 a Malta, che venne fortificata secondo le sue disposizioni.
Nel 1567 seguì gli eserciti spagnoli in Belgio sotto il Duca di Alba durante la repressione della rivolta fiamminga e venne nominato due volte come governatore di Anversa. 
Serbelloni prese parte alla battaglia di Lepanto (7 ottobre 1571) come capitano generale dell’artiglieria dell’armata navale di don Giovanni d’Austria. 
Due anni più tardi, partecipò alla presa di Tunisi (11 ottobre 1573), ma nel 1574 le forze ottomane sotto il comando di Sinan Pascià assediarono e, infine, ripresero Tunisi; Serbelloni venne umiliato, trascinato per la barba per chiedere pietà in ginocchio al vincitore, mentre molti dei suoi uomini sopravvissuti furono uccisi; fu costretto a lavorare fisicamente per ripristinare le fortificazioni e poi portato a Costantinopoli come un prigioniero; fu riscattato nel 1575 dall'ambasciatore veneziano Antonio Tiepolo. Fu così in grado di tornare alla sua Milano attraverso Ragusa e Napoli. 
La sua ultima campagna militare fu contro i ribelli fiamminghi e olandesi: partecipò all'assedio spagnolo di Maastricht nel 1579.

### Morte
Morì nella sua nativa Milano nel gennaio 1580, all'età di oltre settant'anni.